# Txeburgólskaia
Txeburgólskaia - Чебургольская (rus) - és una stanitsa del krai de Krasnodar, a Rússia. Es troba al delta del riu Kuban. És a 24 km al nord de Poltàvskaia i a 92 al nord-oest de Krasnodar.
Pertanyen a aquesta stanitsa el khútor de Prototskïie.